# 울지 않는 아이
《울지 않는 아이》는 2025년에 개봉한 대한민국의 영화이다.

## 캐스팅

### 주연
- 최대철 : 정민 역
- 이칸희 : 순임 역

### 조연
- 박정학 : 순임 오빠 역
- 김준현 : 준호 역
- 이슬아 : 다영 역
- 박은별 : 수아 역 (성인: 박시현)
- 이동환 ; 창범 역
- 이혜민 : 사회복지사 역

## 참고 사항
- 어두운 청색조와 밝은 황색 계열 색조의 대비를 통한 연출이 있다.